# العلاقات البوروندية التشادية
العلاقات البوروندية التشادية هي العلاقات الثنائية التي تجمع بين بوروندي وتشاد.

## مقارنة بين البلدين
هذه مقارنة عامة ومرجعية للدولتين:
| وجه المقارنة                                              | بوروندي                                    | تشاد                      |
| --------------------------------------------------------- | ------------------------------------------ | ------------------------- |
| المساحة (كم2)                                             | 27.83 ألف                                  | 1.28 مليون                |
| عدد السكان (نسمة)                                         | 10.86 مليون                                | 15.23 مليون               |
| الكثافة السكانية (ن./كم²)                                 | 390.23                                     | 11.9                      |
| العاصمة                                                   | بوجومبورا، جيتيغا                          | انجمينا                   |
| اللغة الرسمية                                             | اللغة الكيروندية، لغة فرنسية، لغة إنجليزية | لغة فرنسية، اللغة العربية |
| العملة                                                    | فرنك بوروندي                               | فرنك وسط أفريقي           |
| الناتج المحلي الإجمالي (بليون دولار)                      | 3.48 مليار                                 | 9.98 مليار                |
| الناتج المحلي الإجمالي (تعادل القوة الشرائية) بليون دولار | 8.13 مليار                                 | 30.54 مليار               |
| الناتج المحلي الإجمالي الاسمي للفرد دولار أمريكي          | 277                                        | 775                       |
| الناتج المحلي الإجمالي للفرد دولار أمريكي                 | 77                                         | 2.18 ألف                  |
| مؤشر التنمية البشرية                                      | 0.400                                      | 0.392                     |
| رمز المكالمات الدولي                                      | +257                                       | +235                      |
| رمز الإنترنت                                              | .bi                                        | .td                       |
| المنطقة الزمنية                                           | ت ع م+02:00                                | ت ع م+01:00               |

## منظمات دولية مشتركة
يشترك البلدان في عضوية مجموعة من المنظمات الدولية، منها:
| علم المنظمة | اسم المنظمة                                 | تاريخ انضمام بوروندي | تاريخ انضمام تشاد |
| ----------- | ------------------------------------------- | -------------------- | ----------------- |
|             | وكالة ضمان الاستثمار متعدد الأطراف          | 10 مارس 1998         | 11 يونيو 2002     |
|             | الأمم المتحدة                               | 18 سبتمبر 1962       | 20 سبتمبر 1960    |
|             | منظمة حظر الأسلحة الكيميائية                | ?                    | ?                 |
|             | منظمة التجارة العالمية                      | 23 يوليو 1995        | ?                 |
|             | منظمة الشرطة الجنائية الدولية               | ?                    | ?                 |
|             | الاتحاد الأفريقي                            | 25 مايو 1963         | ?                 |
|             | البنك الإفريقي للتنمية                      | ?                    | ?                 |
|             | مؤسسة التنمية الدولية                       | 28 سبتمبر 1963       | 7 نوفمبر 1963     |
|             | يونسكو                                      | 16 نوفمبر 1962       | 19 ديسمبر 1960    |
|             | مجموعة دول أفريقيا والكاريبي والمحيط الهادئ | ?                    | ?                 |
|             | الاتحاد البريدي العالمي                     | ?                    | ?                 |
|             | البنك الدولي للإنشاء والتعمير               | 28 سبتمبر 1963       | 10 يوليو 1963     |
|             | أفريستات ‏                                   | 2006                 | 21 سبتمبر 1993    |
|             | الاتحاد الدولي للاتصالات                    | 16 فبراير 1963       | 25 نوفمبر 1960    |
|             | مؤسسة التمويل الدولية                       | 28 نوفمبر 1979       | 2 أبريل 1998      |
|             | المركز الدولي لتسوية المنازعات الاستشارية   | 5 ديسمبر 1969        | 14 أكتوبر 1966    |